# مكتبة الشيخ محمد نصيف
مكتبة الشيخ محمد نصيف، تعتبر من المكتبات التاريخية بمدينة جدة في المملكة العربية السعودية،أسسها وجمع كتبها محمد بن حسين نصيف الحربي. 

## تأسيسها
عكف محمد نصيف منذ شبابه على جمع الكتب واقتنائها وتتبع النادر منها حيث وجد، وكانت صلته بعلماء عصره سواء المقيمين أو القادمين مدعاة لتنمية حبه للقراءة والدرس وكذلك تلقيه طلبة العلم واستضافتهم وإكرامهم وتوزيع الكتب العلمية عليهم، التي كان يطبعها على نفقته الخاصة في الوقت الذي لم يكن أكثرهم يقدر في ذلك الزمان على تحصيل الكتب العلمية النافعة بالشراء، وبرز ولعه بالكتب الشرعية وخصوصا سلفية المذهب في ظل اهتمامه باقتنائها وطباعتها، الذي كان له الأثر الكبير على تكوين شخصيته.

## طباعة المؤلفات
قام محمد نصيف بطباعة كثير من الكتب على نفقته الخاصة مثل

- كتاب الجواب الباهر في حكم زيارة المقابر لابن تيمية
- كتاب العلو للعلي الغفار للحافظ الذهبي سنة 1325 هـ.[2]

## شراء المكتبة
أصدر الملك فيصل بن عبد العزيز آل سعود أمره بشراء قصر نصيف ومكتبته، وجعلهما ملكًا للدولة وإبقائهما أثرًا وتاريخًا، يسميان باسم بيت نصيف،، وقد أهدى أحفاد الشيخ محمد نصيف مخطوطات مكتبته إلى جامعة الملك عبد العزيز بجدة. وانتقلت مكتبة الشيخ محمد بن نصيف للمكتبة المركزية جامعة الملك عبد العزيز بجدة؛ ففي يوم السبت الموافق 21/4/1397هـ صدر قرار بتكليف لجنة لنقل مكتبة الشيخ محمد نصيف.
وقد علق الشيخ محمد نصيف على كثير من أجزاء كتبه بقصد الإيضاح والتفسير وربطها باستدلالات أخرى لها قاسم مشترك مع عنوان الكتاب أو مؤلف الكتاب أو موضوع معين بالكتاب أو حتى مسائل فرعية من الكتاب كأحداث ذلك العصر.

## وصلات خارجية
- محمد نصيف.. الصرح المنيف.
- محمد نصيف وكيل الأشراف في جدة.